# LaCinetek
LaCinetek é uma plataforma de vídeo sob demanda dedicada a filmes históricos (lançada antes de 2010), fundada pelo diretor Pascale Ferran e pelos diretores Cédric Klapisch e Laurent Cantet . Sua originalidade é oferecer apenas obras selecionadas por cineastas .
O nome tem como subtítulo o nome da associação jurídica de 1901 que cuida dele : A Cinemateca dos diretores (em francês:  La Cinémathèque des réalisateurs) aquando da sua criação, depois A Cinemateca dos cineastas (em francês:  La Cinémathèque des cinéastes) a partir de 2023.

## Apresentação
Lançado em novembro de 2015 na França, a plataforma está disponível na Alemanha e na Áustria desde fevereiro de 2019, e na Bélgica e Luxemburgo desde 22 de outubro de 2020.
O projeto é apoiado por uma associação ao abrigo da lei de 1901, A Cinemateca dos diretores, criada em agosto de 2014 e que tornou-se A Cinemateca dos cineastas em setembro de 2023 para maior inclusão. A associação reúne a Sociedade dos Diretores de Cinema, Le Meilleur du Cinéma/ UniversCiné (membros fundadores), a Arte, o Instituto Nacional do Audiovisual, a Cinémathèque de Toulouse, a Sociedade Civil de Autores, Diretores e Produtores, a Lobster Films, o StudioCanal, a Cinémathèque française, o Centre Pompidou, a Deutsche Kinemathek, a Court Film Agency, bem como cinco cineastas, os membros fundadores: Pascale Ferran, Cédric Klapisch, Laurent Cantet, Olivier Assayas e Bertrand Bonello.
Alain Rocca, ex-presidente do Le Meilleur du Cinéma/UniversCiné, também é um dos membros fundadores. O catálogo da LaCinetek oferece mais de 2 mil filmes desde o início da história do cinema até 2010.

## Princípio
Todo mês, um diretor oferece uma lista de 50 filmes que ele recomenda. A lista é publicada no site que a oferece para aluguel ou compra no momento em que direitos são adquiridos.

### Cineastas que listaram seus filmes favoritos
- Dominique Abel e Fiona Gordon
- Maren Ade
- Fatih Akin
- Dario Argento
- Thomas Arslan
- Olivier Assayas
- Alexandre Astier
- Jacques Audiard
- Nabil Ayouch
- Xavier Beauvois
- Jean-Pierre Bekolo
- Emmanuelle Bercot
- Bertrand Blier
- Bertrand Bonello
- Bong Joon-ho
- Guillaume Brac
- Serge Bromberg
- Predefinição:Lien
- Robin Campillo
- Laurent Cantet
- Leos Carax
- Alain Chabat
- Damien Chazelle
- Clément Cogitore
- Catherine Corsini
- Pedro Costa
- Jean-Pierre e Luc Dardenne
- Raymond Depardon
- Arnaud Desplechin
- Lukas Dhont
- Alice Diop
- Pete Docter
- Jacques Doillon
- Xavier Dolan
- Albert Dupontel
- Atom Egoyan
- Amat Escalante
- Pascale Ferran
- Abel Ferrara
- William Friedkin
- Christophe Gans
- Nicole Garcia
- Philippe Garrel
- Costa Gavras
- Miguel Gomes
- Yann Gonzalez
- James Gray
- Felix Van Groeningen
- Robert Guédiguian
- José Luis Guerín
- Alain Guiraudie
- Lucile Hadzihalilovic
- Ryusuke Hamaguchi
- Peter Handke
- Michael Haneke
- Arthur Harari
- Mahamat-Saleh Haroun
- Jessica Hausner
- Todd Haynes
- Michel Hazanavicius
- Christoph Hochhäusler
- Joanna Hogg
- Agnieszka Holland
- Christophe Honoré
- Agnès Jaoui
- Jean-Pierre Jeunet
- Radu Jude
- Aki Kaurismäki
- Naomi Kawase
- Lodge Kerrigan
- Cédric Klapisch
- Hirokazu Kore-eda
- Gérard Krawczyk
- Kiyoshi Kurosawa
- Bruce LaBruce
- Joachim Lafosse
- Nadav Lapid
- Arnaud et Jean-Marie Larrieu
- Patrice Leconte
- Claude Lelouch
- Sophie Letourneur
- Caroline Link
- Mariano Llinás
- Ken Loach
- Noémie Lvovsky
- Patricia Mazuy
- Kleber Mendonça Filho
- John Cameron Mitchell
- Dominik Moll
- Nanni Moretti
- Luc Moullet
- Cristian Mungiu
- Olivier Nakache et Éric Toledano
- Guillaume Nicloux
- Michel Ocelot
- François Ozon
- Park Chan-wook
- Christian Petzold
- Nicolas Philibert
- Bruno Podalydès
- Corneliu Porumboiu
- Lynne Ramsay
- João Pedro Rodrigues
- Alice Rohrwacher
- Christian Rouaud
- Saeed Roustaee
- Ira Sachs
- Pierre Salvadori
- Marjane Satrapi
- Riad Sattouf
- Jerry Schatzberg
- Paul Schrader
- Céline Sciamma
- Martin Scorsese
- Albert Serra
- Claire Simon
- Elia Suleiman
- Bertrand Tavernier
- Joachim Trier
- Justine Triet
- Jonás Trueba
- Jaco Van Dormael
- Agnès Varda
- Paul Vecchiali
- Paul Verhoeven
- Apichatpong Weerasethakul
- Wim Wenders
- John Woo
- Rebecca Zlotowski

Desde dezembro de 2018, o LaCinetek também oferece Os filmes de suas vidas (em francês:  Les films de leur vie), seção onde são publicadas listas de cineastas falecidos. François Truffaut é o primeiro diretor cuja lista foi publicada nesta seção. É baseado nos filmes que ele cita em seu livro Les Films de ma vie ("Os filmes da minha vida", em tradução livre) publicado em 21 de abril de 2012 pela Champs Arts.

### Listas de filmes de suas vidas disponíveis
- Chantal Akerman
- Stanley Kubrick
- Akira Kurosawa
- François Truffaut

## História

### Nascimento do projeto
Saindo de uma reunião na Sociedade de Diretores de Cinema em 2013, onde Alain Rocca, então presidente do Le Meilleur du Cinéma / UniversCiné, foi convidado a vir falar sobre cinema e vídeo sob demanda, três diretores: Pascale Ferran, Cédric Klapisch e Laurent Cantet, questionaram-no sobre a falta de ofertas legais para os chamados "herança". Saudosos do Ciné-clube oferecido pela televisão até os anos 90, falaram da dificuldade em rever filmes importantes da história do cinema. O princípio do projeto foi assim declarado: os cineastas escolherão os 50 filmes que recomendam e bônus exclusivos acompanharão a leitura das obras.

### Lançamento do site
O site foi lançado em 5 de novembro de 2015 na Gaîté-Lyrique de Paris, na presença de Fleur Pellerin então Ministra da Cultura, dos cineastas Pascale Ferran, Cédric Klapisch, Laurent Cantet, Agnès Varda, Christian Rouaud, Costa-Gavras, Michel Hazanavicius, Jean-Pierre Jeunet, Céline Sciamma, Christophe Gans e Laurent Vallet, presidente do INA.

### Identidade visual

Logo initialLogotipo inicial.
Version alternative du logo initialVerso alternativo do logotipo inicial.
Logo depuis septembre 2023Logotipo do conjunto de setembro de 2023.

## A oferta de assinatura
Em 10 de setembro de 2018, a LaCinetek lançou uma oferta de assinatura baseada no princípio de uma seleção de dez filmes escolhidos em torno de um tema e disponíveis durante um mês. Uma personalidade do mundo da cultura apresenta um dos dez filmes de cada seleção. Desde 28 de setembro de 2023, a oferta de assinatura evoluiu. Além da seleção temática mensal, há retrospectivas, carta branca, tesouros escondidos, destaques, curtas-metragens, tudo acompanhado de bônus exclusivos. Esta assinatura custa € 4,99.
Em 22 de abril de 2024, LaCinetek estendeu sua oferta de assinatura lançando-a no Amazon Prime Video na França por meio do programa Amazon Channels.

### Temas de seleção mensal

#### 2018
- Primeiros filmes (setembro)
- Meninos conhecem meninas (outubro)
- Adolescência eterna (novembro)
- Os Caminhos da Infância (dezembro)

#### 2019
- Privacidade (janeiro)
- Assuntos familiares (fevereiro)
- Histórias históricas (março)
- No trabalho! (abril)
- Arte na sétima arte (maio)
- Precursores (junho)
- Mulheres mulheres (julho)
- Convite para viajar (agosto)
- Amizades (setembro)
- Tempo reinventado (outubro)
- Limite (novembro)
- Um animal, animais (dezembro)

#### 2020
- Na cidade (janeiro)
- Na mesa! (fevereiro)
- Na calada da noite (março)
- Duplo I (abril)
- Revoltas e Revoluções (maio)
- No caminho certo! (Junho)
- Ao longo da água (julho)
- Histórias de aprendizagem (agosto)
- Na música! (setembro)
- Política (outubro)
- Voltas e reviravoltas: na estrada (novembro)
- Aventura e magia (dezembro)

#### 2021
- Policial (janeiro)
- Paixões (fevereiro)
- À porta fechada (março)
- Epistolar (abril)
- Quinzena dos Administradores (maio)
- Dinheiro (junho)
- Verão (julho)
- Duetos icônicos (agosto)
- Vamos dançar agora! (setembro)
- Oculto (outubro)
- Retratos (novembro)
- Comédias (dezembro)

#### 2022
- Voyeurismo (janeiro)
- De trem! (fevereiro)
- Irmãos e irmãs (março)
- Climas (abril)
- Luz! (poderia)
- No hotel (junho)
- Máquinas/Máquinas (julho)
- São esportes! (agosto)
- Vermelho (setembro)
- Pais (outubro)
- Voz (novembro)
- Deve ser comemorado! (Dezembro)

#### 2023
- Paris (janeiro)
- Amor, amores (fevereiro)
- Fim do jogo (março)
- Metamorfoses (abril)
- Cena sequencial (maio)
- Subúrbios (junho)
- De barco (julho)
- Rocha (agosto)
- Trio (setembro)
- Escritos (outubro)
- Certo e errado (novembro)
- Além das Nuvens (dezembro)

#### 2024
- Na escola (janeiro)
- Investigações (fevereiro)
- Medicina (março)
- Variações de velocidade (abril)
- O Chamado da Natureza (maio)
- Tempo integral (junho)

### Retrospectivas
- Delphine Seyrig, múltipla
- Marcelo!
- Romy Schneider e Claude Sautet
- Kinuyo Tanaka, atriz e diretora[14]

### Convidados
Por ocasião de cada seleção mensal, uma personalidade é convidada a comentar um dos filmes propostos, numa entrevista única filmada e transmitida na plataforma e no YouTube.
- Dominique Abel e Fiona Gordon
- Maren Ade
- Fatih Akin
- Dario Argento
- Thomas Arslan
- Olivier Assayas
- Alexandre Astier
- Jacques Audiard
- Nabil Ayouch
- Xavier Beauvois
- Jean-Pierre Bekolo
- Emmanuelle Bercot
- Bertrand Blier
- Bertrand Bonello
- Bong Joon-ho
- Guillaume Brac
- Serge Bromberg
- Predefinição:Lien
- Robin Campillo
- Laurent Cantet
- Leos Carax
- Alain Chabat
- Damien Chazelle
- Clément Cogitore
- Catherine Corsini
- Pedro Costa
- Jean-Pierre e Luc Dardenne
- Raymond Depardon
- Arnaud Desplechin
- Lukas Dhont
- Alice Diop
- Pete Docter
- Jacques Doillon
- Xavier Dolan
- Albert Dupontel
- Atom Egoyan
- Amat Escalante
- Pascale Ferran
- Abel Ferrara
- William Friedkin
- Christophe Gans
- Nicole Garcia
- Philippe Garrel
- Costa Gavras
- Miguel Gomes
- Yann Gonzalez
- James Gray
- Felix Van Groeningen
- Robert Guédiguian
- José Luis Guerín
- Alain Guiraudie
- Lucile Hadzihalilovic
- Ryusuke Hamaguchi
- Peter Handke
- Michael Haneke
- Arthur Harari
- Mahamat-Saleh Haroun
- Jessica Hausner
- Todd Haynes
- Michel Hazanavicius
- Christoph Hochhäusler
- Joanna Hogg
- Agnieszka Holland
- Christophe Honoré
- Agnès Jaoui
- Jean-Pierre Jeunet
- Radu Jude
- Aki Kaurismäki
- Naomi Kawase
- Lodge Kerrigan
- Cédric Klapisch
- Hirokazu Kore-eda
- Gérard Krawczyk
- Kiyoshi Kurosawa
- Bruce LaBruce
- Joachim Lafosse
- Nadav Lapid
- Arnaud et Jean-Marie Larrieu
- Patrice Leconte
- Claude Lelouch
- Sophie Letourneur
- Caroline Link
- Mariano Llinás
- Ken Loach
- Noémie Lvovsky
- Patricia Mazuy
- Kleber Mendonça Filho
- John Cameron Mitchell
- Dominik Moll
- Nanni Moretti
- Luc Moullet
- Cristian Mungiu
- Olivier Nakache e Éric Toledano
- Guillaume Nicloux
- Michel Ocelot
- François Ozon
- Park Chan-wook
- Christian Petzold
- Nicolas Philibert
- Bruno Podalydès
- Corneliu Porumboiu
- Lynne Ramsay
- João Pedro Rodrigues
- Alice Rohrwacher
- Christian Rouaud
- Saeed Roustaee
- Ira Sachs
- Pierre Salvadori
- Marjane Satrapi
- Riad Sattouf
- Jerry Schatzberg
- Paul Schrader
- Céline Sciamma
- Martin Scorsese
- Albert Serra
- Claire Simon
- Elia Suleiman
- Bertrand Tavernier
- Joachim Trier
- Justine Triet
- Jonás Trueba
- Jaco Van Dormael
- Agnès Varda
- Paul Vecchiali
- Paul Verhoeven
- Apichatpong Weerasethakul
- Wim Wenders
- John Woo
- Rebecca Zlotowski}}

## Abertura na Alemanha e Áustria
LaCinetek lança seu site na Alemanha e Áustria em 10 de fevereiro de 2019 em Berlim durante a 69ª edição da Berlinale, na presença dos diretores Wim Wenders, Christoph Hochhäusler, Cédric Klapisch, Laurent Cantet e dos diretores Jutta Brückner e Ula Stöckl. Nesta ocasião, Deutsche Kinemathek torna-se o primeiro membro não francês da associação.